# Ешвил (Охајо)
Ешвил (енгл. Ashville) град је у америчкој савезној држави Охајо.

## Демографија
По попису из 2010. године број становника је 4.097, што је 923 (29,1%) становника више него 2000. године.
| Група             | 2000.         | 2010.         |
| Белци             | 3.078 (97,0%) | 3.925 (95,8%) |
| Афроамериканци    | 6 (0,2%)      | 43 (1,0%)     |
| Азијати           | 2 (0,1%)      | 11 (0,3%)     |
| Хиспаноамериканци | 34 (1,1%)     | 56 (1,4%)     |
| Укупно            | 3.174         | 4.097         |